# Schick mir keine Blumen
Schick mir keine Blumen ist eine US-amerikanische Filmkomödie des Regisseurs Norman Jewison aus dem Jahr 1964 mit Doris Day und Rock Hudson in den Hauptrollen. Der Film ist nach Bettgeflüster und Ein Pyjama für zwei die dritte und letzte Liebeskomödie, die Doris Day und Rock Hudson gemeinsam zeigt.
Das Drehbuch basiert auf dem Schauspiel Send Me No Flowers: A Comedy in Three Acts, das im Jahre 1960 kurzzeitig am Broadway aufgeführt wurde und von Norman Barasch und Carroll Moore geschrieben worden war. Das Titellied wurde von Hal David und Burt Bacharach geschrieben.

## Handlung
Der Hypochonder George Kimball hört bei einem routinemäßigen Arztbesuch an einem Freitagvormittag zufällig ein Telefongespräch seines Arztes Dr. Morrissey mit an, in dem es um einen todkranken Patienten geht. Wie Dr. Morrissey seinem Gesprächspartner erläutert, plane er nicht, den Patienten über dessen nahenden Tod in Kenntnis zu setzen. George glaubt – wie für den Zuschauer bereits jetzt deutlich wird: zu Unrecht – fest daran, er sei der Patient, von dem das Telefongespräch handle und der nur noch wenige Wochen zu leben habe.
In diesem Glauben verlässt George die Praxis und unterrichtet noch am gleichen Tag seinen Freund und Nachbarn Arnold Nash über seinen scheinbar bevorstehenden Tod. Arnold weist ihn darauf hin, dass Georges Frau Judy wohl nach dessen Tod wieder heiraten werde, was George dazu veranlasst, über das Wochenende zusammen mit Arnold einen geeigneten neuen Ehemann für seine Frau Judy zu suchen, ohne diese jedoch über den Gesundheitszustand ihres Gatten informieren zu wollen. Sein eigenartiger Versuch, Judy mit ihrem einstigen Schulfreund Bert zusammenzubringen, versetzt Judy schließlich in den Glauben, ihr Ehemann George betrüge sie mit einer anderen Frau. Um sich von diesem Vorwurf zu befreien, erzählt George Judy von seinem nahenden Tod, woraufhin Judy vergeblich den über das Wochenende zum Angeln weggefahrenen Dr. Morrissey zu erreichen versucht.
Erst am Sonntagabend steht dieser plötzlich vor der Haustür der Kimballs, um ihnen gut gelaunt einen Teil seiner während des Wochenendes gefangenen Fische anzubieten. Während George in diesem Augenblick im Bett liegt, erfährt Judy vom Arzt, dass ihr Ehemann in Wirklichkeit gesund „wie ein Fisch im Wasser“ sei. Für Judy ergibt sich aus dieser Information wie von selbst, dass George sich sein baldiges Ableben nur ausgedacht habe, um eine Affäre zu verdecken. Außer sich vor Wut wirft sie daraufhin George aus dem Haus und plant, die Stadt zu verlassen. Vergeblich versucht George, sie umzustimmen. Erst als am nächsten Tag der Bestattungsunternehmer Mr. Akins, bei dem George Tage zuvor bereits eine Grabstätte gekauft hat, die Quittung ebendieser Transaktion vorbeibringt, ist Judy davon überzeugt, dass George keine Affäre hat, sondern tatsächlich nur zu Unrecht geglaubt hat, sein Tod stehe bevor.

## Synchronisation
Die deutsche Fassung entstand durch die Berliner Synchron GmbH Wenzel Lüdecke. Das Dialogbuch schrieb Fritz A. Koeniger, Regie führte Curt Ackermann.
| Darsteller     | Rolle               | Synchronsprecher      |
| -------------- | ------------------- | --------------------- |
| Doris Day      | Judy Kimball        | Edith Schneider       |
| Rock Hudson    | George Kimball      | Gert Günther Hoffmann |
| Tony Randall   | Arnold Nash         | Harry Wüstenhagen     |
| Edward Andrews | Dr. Ralph Morrissey | Siegfried Schürenberg |
| Paul Lynde     | Mr. Akins           | Gerd Duwner           |
| Hal March      | Winston Burr        | Michael Chevalier     |
| Clint Walker   | Bert Power          | Arnold Marquis        |
| Clive Clerk    | Vito                | n.n.                  |

## Kritik
„Matte Starkomödie mit Doris Day und Rock Hudson.“

„Nach Klassikern wie "Bettgeflüster" und "Ein Pyjama für zwei" standen Doris Day und Rock Hudson, das Traumpaar der Sechzigerjahre, hier einmal mehr gemeinsam vor der Kamera. Norman Jewison ("In der Hitze der Nacht") führte Regie bei dieser ebenso unterhaltsamen wie doppelbödigen Komödie.“

## Auszeichnungen
Für ihre Darstellung der Judy erhielt Doris Day 1965 einen Laurel Award in der Kategorie Comedy Performance. Auch Rock Hudson war für seine Rolle des George bei den Laurel Awards nominiert, belegte jedoch nur den dritten Platz.